# Parahybos sauteri
Parahybos sauteri är en tvåvingeart som beskrevs av Mario Bezzi 1912. Parahybos sauteri ingår i släktet Parahybos och familjen puckeldansflugor.
Artens utbredningsområde är Taiwan. Inga underarter finns listade i Catalogue of Life.